# ورزشگاه شهری براگا
ورزشگاه شهری براگا (پرتغالی: Estádio Municipal de Braga) یک ورزشگاه فوتبال در براگا، پرتغال است.
این ورزشگاه که در سال ۲۰۰۳ تأسیس شده است دارای ۳۰٬۲۸۶ نفر ظرفیت می‌باشد و ورزشگاه خانگی باشگاه ورزشی براگا است.

## نگارخانه

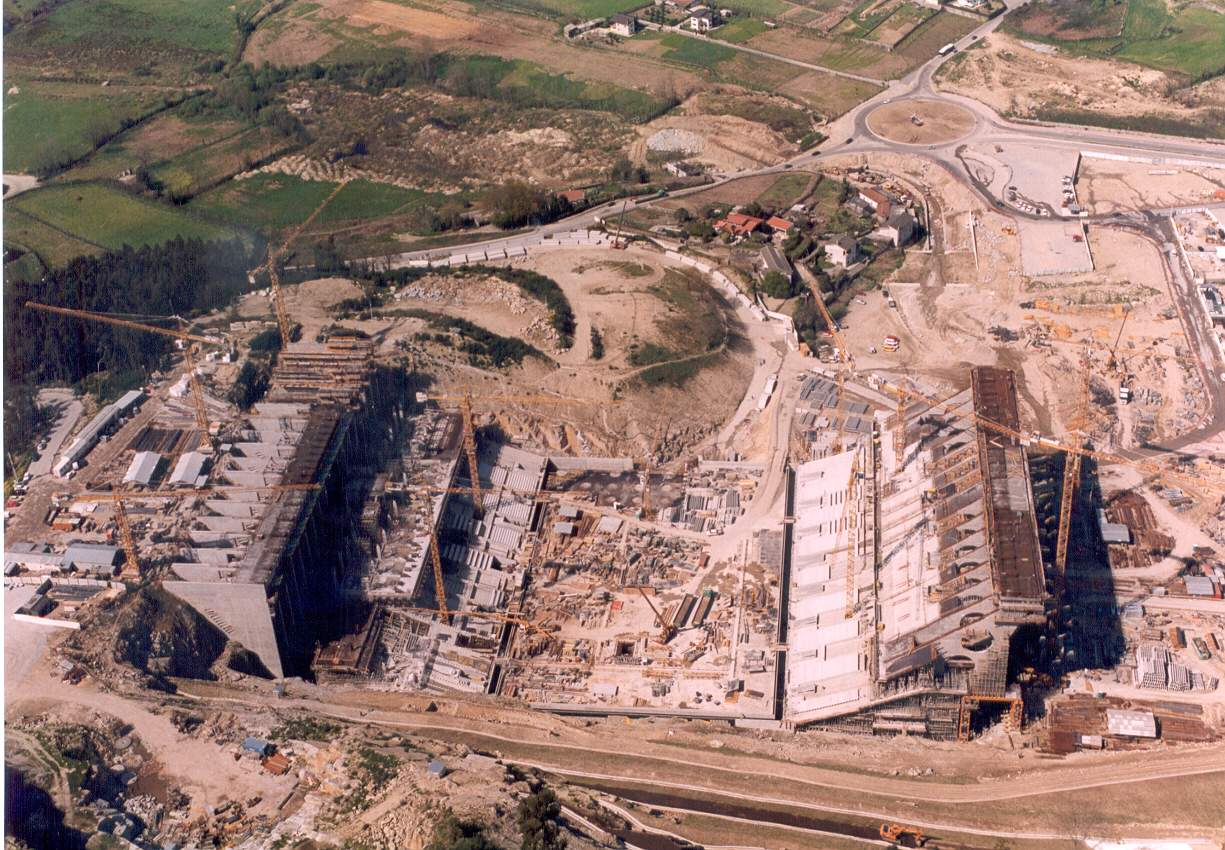
در حال ساخت
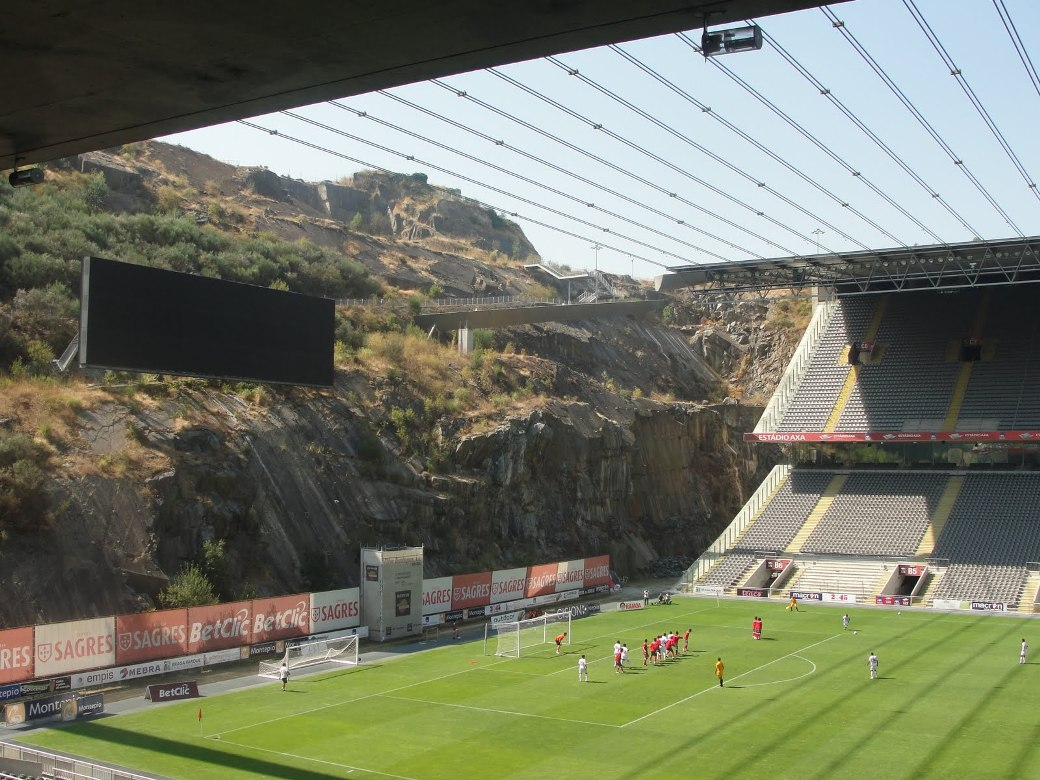
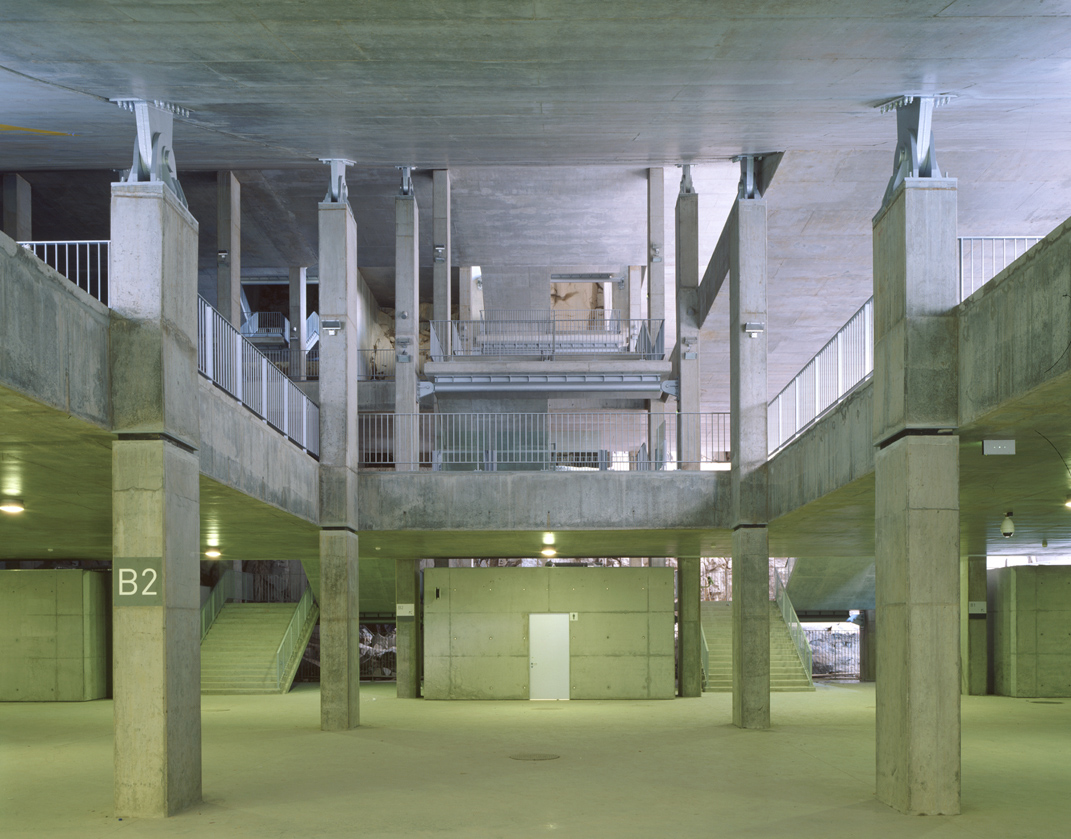
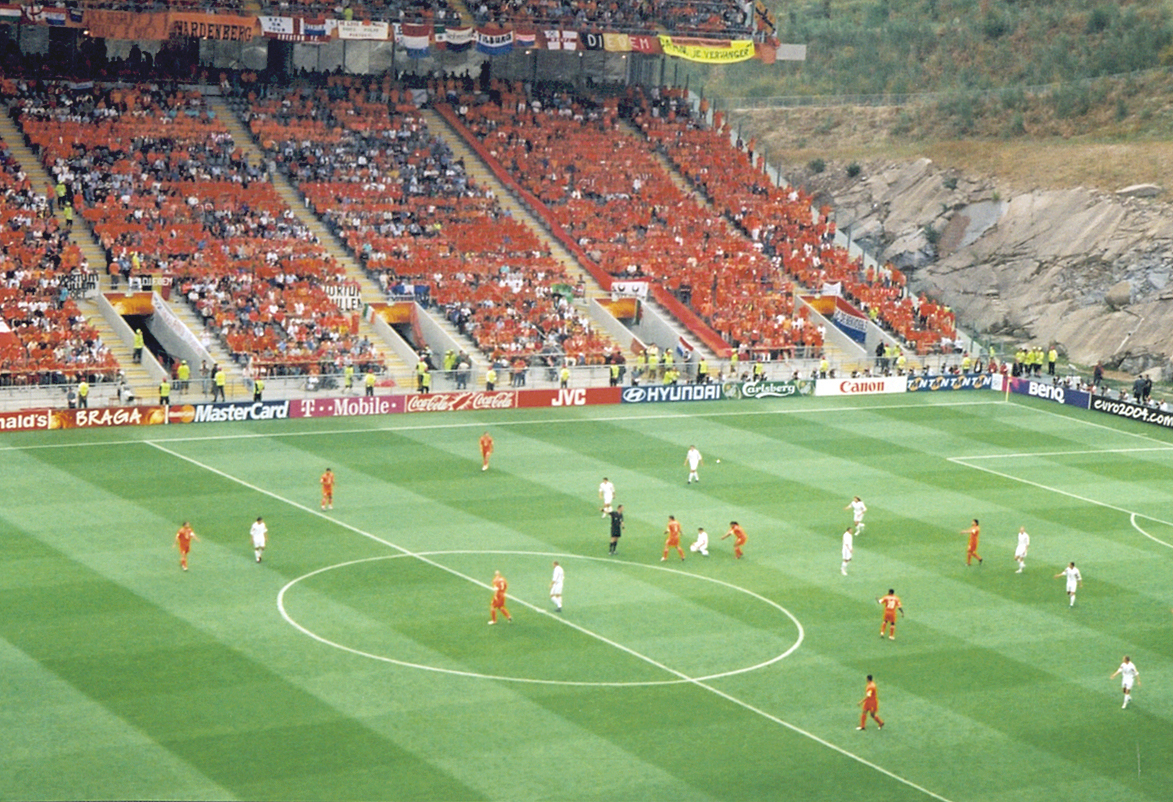